# Leucoagaricus leucothites
Lépiote pudique, Lépiote lisse
Espèce
La lépiote pudique (Leucoagaricus leucothites) est une espèce de champignons basidiomycètes de la famille des Agaricaceae. Elle est entièrement blanche et lisse, au contraire des lépiotes auxquelles elle est souvent associée. Le champignon pousse dans les prés, les haies et les bords de chemin. C'est un comestible relativement apprécié, à condition de ne pas le confondre avec les amanites blanches mortelles, qui se différencient par la présence d'un sac membraneux (volve) à la base du pied.

## Dénominations
Le champignon est connu en français sous le nom de « lépiote pudique, » ou de « lépiote lisse, » (au Québec). Il est parfois aussi appelé « coulemelle blanche ».

## Taxinomie
Le champignon a été décrit pour la première fois sous le nom de Agaricus holosericeus par le médecin allemand Johann Jacob Planer (ru). Il est repris sous ce nom par Elias Magnus Fries en 1838. Mais cette première description n'a pas été retenue par la suite, et c'est celle de 1835 de l'Italien Carlo Vittadini, Agaricus leucothites, qui est acceptée comme basionyme pour l'espèce.

## Description

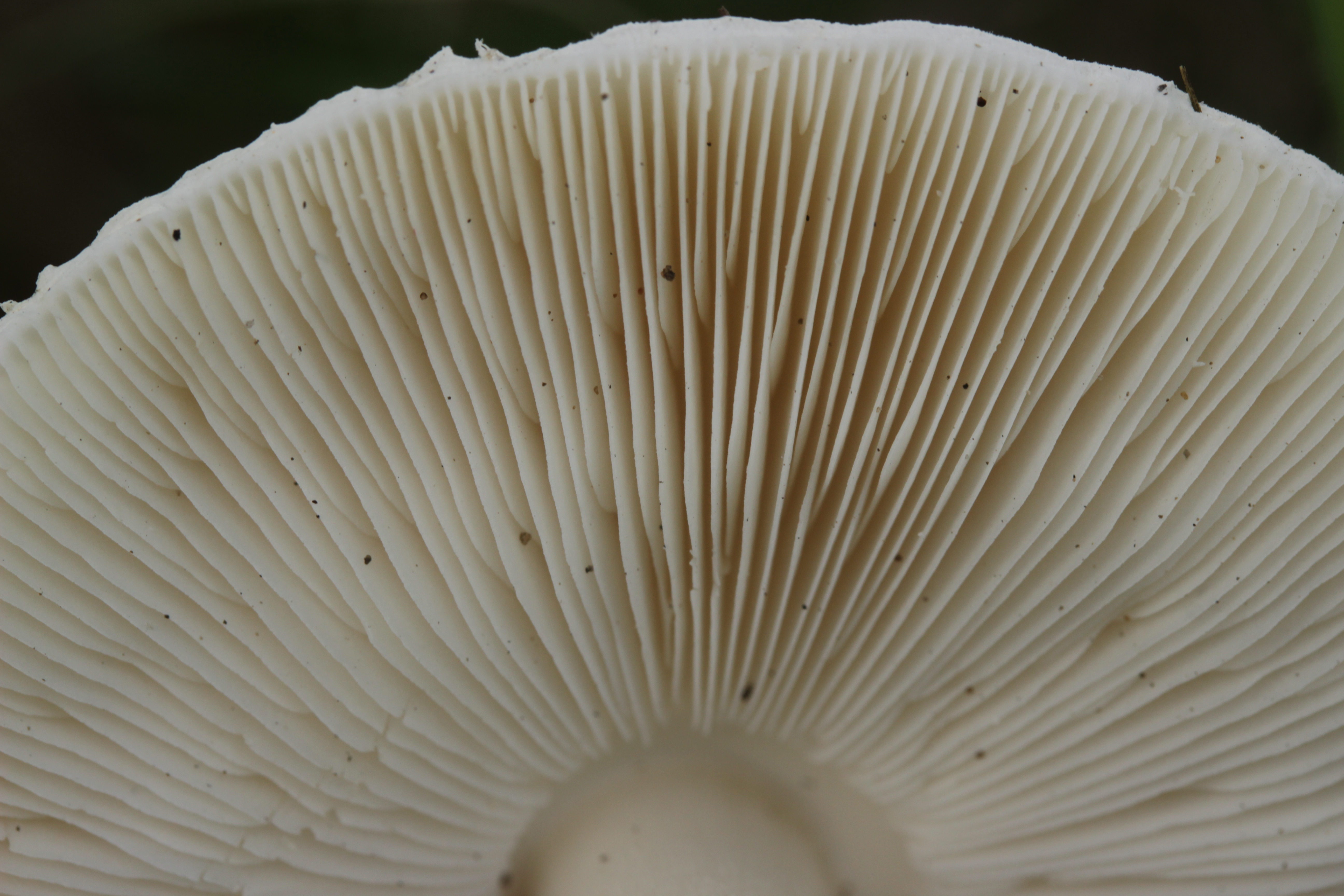
Les lames parfaitement blanches du champignon jeune.

Le chapeau, assez charnu au centre, est d'abord ovoïde, puis s'étale et se déprime chez les spécimens plus âgés. Il mesure entre 3 et 15 cm de diamètre. Sa surface est initialement lisse et d'un blanc pur, puis se craquelle parfois et se teinte de carné, d'ochracé ou de brunâtre en son centre. La marge est fine et légèrement frangée de restes vélaires. Les lames sont larges et libres, serrées, parfois anastomosées près du pied. Elles sont d'abord blanches, puis crème à rose grisâtre à maturité. La sporée est blanche à crème rosâtre pâle. Le stipe est cylindrique et élancé, un peu renflé à la base, et devient vite creux et fragile. Il mesure entre 4 et 12 cm de long. Sa surface est blanche et soyeuse, et se macule de jaune au toucher. Il porte un anneau souvent fugace et coulissant dans son tiers supérieur. La chair est épaisse et tendre, blanche immuable, à saveur douce et odeur faible.

### Confusions fréquentes
La lépiote pudique peut être facilement confondue avec les agarics blancs, et elle est souvent récoltée par mégarde par les amateurs de rosés des prés (Agaricus campestris), d'autant plus qu'elle pousse dans les mêmes milieux. Bien que ses lames puissent avoir la même couleur rosée, elles ne deviennent jamais brunes comme chez les agarics, dont la sporée est brun foncé. Le danger est surtout de la confondre avec les amanites blanches mortelles, comme l'amanite vireuse, l'amanite printanière, ou les formes blanches de l'amanite phalloïde. Ces dernières ne se distinguent nettement que par la présence d'une volve à la base du pied. Il est donc important de déterrer soigneusement et systématiquement les lépiotes pudiques pour s'assurer de l'absence de volve.

## Habitat et distribution
C'est un champignon saprotrophe (qui se nourrit de matière organique morte), poussant au sol dans les milieux herbeux ouverts : pelouses, parcs, pâturages, parfois au bord des routes.

## Comestibilité
La lépiote pudique est un champignon comestible, d'un intérêt gastronomique variable en fonction des auteurs. Sa chair est peu parfumée, mais elle peut servir à compléter une récolte de rosés des prés et de marasmes des Oréades.